# Hunswinkel
Hunswinkel ist ein Stadtteil der sauerländischen Stadt Meinerzhagen im Märkischen Kreis (Nordrhein-Westfalen, Deutschland).

## Geographische Lage
Hunswinkel liegt innerhalb des Naturparks Ebbegebirge direkt an der Mündung der Lister in die Listertalsperre, die westlich an den Biggesee angrenzt, und gehört somit zum „Listertal“.

## Kulturelles und Tourismus
Hunswinkel ist das Zentrum des „Listertals“ mit Fremdenverkehr (Wassersport), DLRG- und DRK-Rettungswachstation (nur während der Saison besetzt), Mehrzweck-Veranstaltungshalle (Listerhalle), Sportvereinen sowie einer alten Schule. Das Gebiet um Hunswinkel ist Naherholungsgebiet mit großem Camping- und Ferienhaussiedlungen direkt am See. Die katholische Kirche St. Peter am See und auch die evangelische Kirche wurden in den 2000er-Jahren außer Gebrauch genommen und verkauft.

## Verkehr
Von Hunswinkel und dem Nachbarort Krummenerl führen Landesstraßen in folgende Richtungen:
- L 707 Richtung Valbert/Herscheid
- L 708 Richtung Attendorn/(Olpe)
- L 708 Richtung B 55 Drolshagen-Wegeringhausen/(Bergneustadt)
- L 709 Richtung Österfeld/(Meinerzhagen)
- L 869 Richtung B 54 Hespecke/(Lüdespert/Gummersbach-Lieberhausen)

Buslinien der VGWS fahren nach Windebruch-Attendorn, Herpel-Schreibershof-Wegeringhausen-Drolshagen-Olpe,  Valbert oder Hespecke-Meinerzhagen.
Eine geplante Bahnstrecke von Meinerzhagen nach Kreuztal hätte über Hunswinkel führen sollen. Die Bauarbeiten waren im Gange, doch durch zwei Weltkriege und Geldmangel wurde der Bau nicht vollendet. Die Gleise führen nur bis zum zwei Kilometer entfernten Bahnhof Krummenerl. Personenverkehr wurde dort bis 1955 betrieben, heute fahren nur noch Güterzüge bis zum Steinbruch Krummenerl. Der Bahndamm von Krummenerl bis Hunswinkel wurde zwar ansatzweise gebaut, hat jedoch keine Gleise. Heute ist der Bahndamm zwischen Krummenerl und Hunswinkel noch ein Stück weit aufgrund der Geländeeinschnitte zu erkennen.
Den damaligen Plänen zufolge hätte Hunswinkel einen Bahnhof und Dumicke einen Haltepunkt bekommen, bei Eichhagen wäre die bestehende Strecke Finnentrop-Olpe erreicht worden.

## Vereine in Hunswinkel
- Freiwillige Feuerwehr Hunswinkel/Haustadt
- Schützenverein Listertalsperre
- Fußballclub RSV Listertal

### Ehemalige Vereinigungen
- Katholische Kirchengemeinde St. Peter am See (Hunswinkel)
- Männergesangverein Eintracht Krummenerl